# Chirbat al-Kasr
Chirbat al-Kasr (arab. خربة القصر) – miejscowość w Syrii, w muhafazie Hama. W 2004 roku liczyła 1007 mieszkańców.